# وان پیس
وان پیس (به انگلیسی: ONE PIECE، با حروف بزرگ) سری مانگای ژاپنی است که توسط ایچیرو اودا نوشته و مصور شده است. این سری از ژوئیه ۱۹۹۷ در هفته‌نامه شونن جامپ متعلق به شرکت شوئیشا منتشر شده است و تا نوامبر ۲۰۲۳، فصل‌های آن در ۱۰۹ جلد تانکوبون گردآوری شده است. داستان، ماجراجویی‌های مانکی دی.لوفی و خدمهٔ کشتی‌اش را در جستجوی گنجی افسانه‌ای به نام «وان پیس» را پی می‌گیرد تا لوفی پادشاه بعدی دزدان دریایی شود.
این مانگا به فرنچایزی چندرسانه‌ای تبدیل شده که فیلمی بر پایهٔ آن ساختهٔ پروداکشن آی. جی و یک سری انیمه محصول توئی انیمیشن که از سال ۱۹۹۹ پخش شده را در بر می‌گیرد. علاوه بر این، توئی چهارده فیلم سینمایی پویانمایی، یک اووی‌ای و سیزده ویژه برنامهٔ تلویزیونی هم بر پایهٔ وان پیس ساخته است. چند شرکت انواع مختلفی از کالاهای تبلیغاتی و رسانه‌ای مانند بازی کارتی و تعداد زیادی بازی‌های ویدئویی را بر اساس آن به بازار عرضه کرده‌اند. سری مانگا برای انتشار به زبان انگلیسی در آمریکای شمالی و انگلستان توسط ویز مدیا و در استرالیا توسط مدمن انترتینمنت خریداری شده است. سری انیمه ابتدا توسط ۴کیدز انترتینمنت برای پخش به زبان انگلیسی در آمریکای شمالی در سال ۲۰۰۴ خریداری شده بود، تا اینکه آن را از دست داد و امتیاز وان پیس در سال ۲۰۰۷ به فانیمیشن رسید.
منتقدان، وان پیس را برای داستان‌پردازی، جهانی که در آن جریان دارد، سبک هنری، شخصیت‌پردازی و عناصر طنزش تحسین کرده‌اند. این سری مانگا جوایز بسیاری را از آن خود کرده و از سوی منتقدان و خوانندگان به عنوان یکی از بهترین مانگاهای تاریخ توصیف شده است. تا دسامبر ۲۰۲۳، بیش از ۵۲۳٬۲ میلیون نسخه از وان پیس در ۶۱ کشور و منطقه در سراسر جهان عرضه شده است که عنوان پرفروش‌ترین مانگای تاریخ و پرفروش‌ترین سری کمیک از نظر تعداد تیراژ کرده است. چندین جلد از مانگا رکوردهای انتشار را شکسته‌اند، از جمله بیشترین تیراژ اولیه میان تمام کتاب‌ها در ژاپن. در سال‌های ۲۰۱۵ و ۲۰۲۲، وان پیس رکورد گینس برای «بیشترین نسخهٔ منتشر شده برای یک سری کتاب کمیک توسط یک نویسنده» را به خود اختصاص داد. نیز پرفروش‌ترین مانگا میان سال‌های ۲۰۰۸ تا ۲۰۱۸ بود و تنها مانگایی است که تیراژ چاپ اولیهٔ آن به‌طور مداوم برای بیش از ۱۰ سال حداقل ۳ میلیون نسخه بوده است.

## خلاصهٔ داستان
تمرکز داستان بر مانکی دی.لوفی است—مرد جوانی که به‌طور ناخواسته با خوردن میوهٔ شیطانی قدرتی به دست آورده است. او سفری را از دریای کبود شرق آغاز می‌کند تا گنج پادشاه مرحوم دزدان دریایی موسوم به «وان پیس» که بسیاری از دزدان دریایی در جهان وان پیس به دنبال آن هستند را پیدا کند و خود پادشاه دزدان دریایی شود. لوفی در جریان به خدمت گرفتن خودمهٔ کشتی خود با موانع و شخصیت‌های بسیار زیاد آشنا می‌شود که می‌توانند دوست یا دشمن او باشند. شکارچی دزد دریایی به نام رورونوا زورو، نامی، اوسوپِ دروغگو، سانجی، تونی تونی چوپر، نیکو روبین، فرانکی، بروک و جینبه نیز در طی ماجراجویی لوفی در این راه به او می‌پیوندند.
گل دی. راجر به عنوان پادشاه دزدان دریایی زمانیکه اعدام می‌شود اعلام می‌کند که گنجینه اش به نام «وان پیس» جایی در «گرند لاین ” پنهان شده است. دزد دریایی به نام “مانکی دی لوفی ” پسری است که آرزو دارد گنج افسانه ای را بیابد و پادشاه دزدان دریایی گردد. او بعد از خوردن میوه شیطانی چنین نیرویی را به دست می‌آورد. اما او باید ابتدا جهت یافتن گنج همراهانی برای خود پیدا کند. حال همه دزدان دریایی جهت یافتن “وان پیس» و گرفتن عنوان پادشاه دزدان دریایی در تلاش هستند. مانکی دی لوفی بعد از خوردن میوه شیطانی به یک پسر لاستیکی تبدیل شده است. حال او و همراهانش عازم یافتن “وان پیس ” می‌شوند و در این راه با دشمنان جنگیده دوستان جدیدی پیدا می‌کنند و ماجراهای پایان ناپذیری خلق می‌شوند….

## حماسه اقیانوس شرق (ایست بلو)
- آرک آغاز افسانه قسمت 1 تا ۳
- آرک شهر نارنجی قسمت ۴ تا ۸
- آرک دهکده سیروپ قسمت ۹ تا ۱۸
- آرک باراتی قسمت ۱۹ تا ۳۰
- آرک پارک آرلونگ قسمت ۳۱ تا ۴۴
- آرک لوگ‌تاون قسمت ۴۵ تا ۵۳

## حماسه آلاباستا
- آرک کوه معکوس قسمت ۶۲ تا ۶۳
- آرک ویسکی پیک قسمت ۶۴ تا ۶۷
- آرک لیتل گاردن قسمت ۷۰ تا ۷۷
- آرک جزیره درام قسمت ۷۸ تا ۹۱
- آرک آلاباستا قسمت ۹۲ تا ۱۳۰
- غول ها معرفی شدند، باروک ورکز معرفی شد

## حماسه جزیره آسمانی
- آرک جایا قسمت ۱۴۴ تا ۱۵۲
- آرک اسکایپیا قسمت ۱۵۳ تا ۱۹۵
- مارشال دی.تیچ برای اولین بار نشان داده شد.

## حماسه واتر سون
- آرک سرزمین لانگ رینگ لانگ قسمت ۲۰۷ تا ۲۲۸
- آرک واتر سون قسمت ۲۲۹ تا ۲۶۳
- آرک انیس لابی قسمت ۲۶۴ تا ۳۱۲
- آرک پسا انیس لابی قسمت ۳۱۳ تا ۳۲۵
- سانی نشان داده شد.
- فرانکی به تیم پیوست

## حماسه تریلر بارک
- آرک تریلر بارک قسمت ۳۳۷ تا ۳۸۱
- دو تن دیگر از اعضای شیچیبوکای نشان داده شد.

## حماسه جنگ سران
- آرک مجمع‌الجزایر سابودی قسمت ۳۸۵ تا ۴۰۵
- آرک آمازون لیلی قسمت ۴۰۸ تا ۴۱۷
- آرک ایمپل‌داون قسمت ۴۲۲ تا ۴۵۲
- آرک مارین فورد قسمت ۴۵۷ تا ۴۸۹
- آرک پسا جنگ قسمت ۴۹۰ تا ۵۱۶
- قدرت وایت برد(ریش سفید)‌و خدمه اش نشان داده شد.بیشتر معاون آدمیرال ها و تفنگ داران دریایی در این آرک معرفی شدند.

## حماسه جزیره فیش‌من (انسان دریایی)
- آرک بازگشت به سابودی قسمت ۵۱۷ تا ۵۲۲
- آرک جزیره فیشمن قسمت ۵۲۳ تا ۵۷۴

## حماسه درسروزا
- آرک پانک هازارد قسمت ۵۷۹ تا ۶۲۵
- آرک درسروزا قسمت ۶۲۹ تا ۷۴۶
- قدرت دن کیشوت دوفلامینگو به طور کامل نشان داده شد.

## حماسه جزیره سراسر کیک
- آرک زو قسمت ۷۵۱ تا ۷۷۹
- آرک جزیره سراسر کیک قسمت ۷۸۳ تا ۸۷۷
- آرک لولی قسمت ۸۷۸ تا ۸۸۹
- کلاه حصیری ها با بیگ مام و خدمه اش دیدار می کنند.

## حماسه کشور وانو
- آرک کشور وانو قسمت ۸۹۰ تا ۱۰۸۵

## حماسه نهایی
- آرک اگ‌هد قسمت1086 تا تاکنون

## شخصیت‌های اصلی
- مانکی دی. لوفی (به ژاپنی: モンキー・D・ルフィ Monky.D.luffy)
- رورونوا زورو (به ژاپنی: ロロノア・ゾロ)roronoa zoro
- نامی (به ژاپنی: ナミ)nami
- اوسوپ (به ژاپنی: ウソップ Usoppu)
- سانجی (به ژاپنی: サンジ)sanji
- تونی تونی چوپر (به ژاپنی: トニートニー・チョッパー Tonī Tonī Choppā)
- فرانکی (به ژاپنی: フランキー Furankī)
- نیکو روبین (به ژاپنی: ニコ・ロビン Niko Robin)
- بروک (به ژاپنی: ブルック Brocku)
- جینبی (به ژاپنی: ジンベエ Jinbē)

## ناوگان بزرگ کلاه حصیری‌ها

### دزدان دریایی زیبا
- کاوندیش
- فارول
- سلیمان

### باشگاه بارتو
- بارتولومئو
- گامبیا

### دزدان دریایی ایدئو
- ایدئو
- بلو گیلی
- جت
- عبدالله

### دزدان دریایی توناتا
- لیو
- کابو
- بیان
- بومبا
- ویکا
- رامپو

### دزدان دریایی جدید جاینت
- هایرودین
- استانسن
- رُود
- گلدبرگ
- گرد

### ناوگان ارولومبوس
- اورلمبوس
- کورلمبوس

## یونکوها
- ادوارد نیوگیت (دزدان‌دریایی ریش‌سفید) - (سابق)
- مارشال دی. تیچ (دزدان‌دریایی ریش‌سیاه)
- شارلوت لینلین (دزدان‌دریایی بیگ‌مام) - (سابق)
- کایدو (دزدان‌دریایی جانور) - (سابق)
- شنکس (دزدان‌دریایی موقرمز)
- مانکی دی. لوفی (دزدان‌دریایی کلاه‌حصیری)
- باگی (کراس گیلد)

## شیچیبوکای (منحل شده)
- دراکیول میهاوک (سابق)
- بارتولومیو کوما (سابق)
- بوآ هانکوک (سابق)
- باگی (سابق)
- ادوارد ویول (سابق)
- کروکودایل (سابق)
- جینبه (سابق)
- مارشال دی. تیچ (سابق)
- گکو موریا (سابق)
- ترافالگار دی. واتر لا (سابق)
- دن‌کیشوت دوفلامینگو (سابق)
- (براندازی سیستم شیچیبوکای)

## بدترین نسل
- مانکی دی. لوفی
- مارشال دی. تیچ
- یوستاس «کاپیتان» کید
- ترافالگار دی. واتر لا
- کاپونه «گنگ» بجی
- باسیل هاوکینز
- ایکس دریک
- اوروج
- اسکرچمن آپو
- جولری بانی
- رورونوا زورو
- کیلر

## گروه‌های دزدان دریایی

### دزدان دریایی آرلانگ
- آرلانگ C
- هاچان
- چو
- کروبی

### دزدان دریایی گربه سیاه
- کرو C
- جانگو
- شم
- بوچی

### دزدان دریایی باگی
- باگی (یونکو) C
- گالدینو (مستر ۳)
- آلویدا
- کاباجی
- موجی
- ریچی

### دزدان دریایی کریگ
- دون کریگ C
- گین
- پرل

### دزدان دریایی بلامی
- بلامی C
- سارکوایس

### دزدان دریایی تریلر بارک
- گکو موریا C
- پرونا
- دکتر هگبوک
- آبسالوم

### دزدان دریایی کوجا
- بوآ هانکوک C
- بوآ ماریگولد
- بوآ ساندرسونیا
- سالومه
- مارگاریت

### باروک ورکز
- کروکودایل (مستر 0) C
- نیکو روبین (میس آل ساندی)
- دز بونز (مستر 1)
- زالا (میس دابل فینگر)
- بنتام ( بون کلی مستر 2)
- جالدینو (مستر 3)
- ماریان (میس گلدنویک)
- بیب (مستر 4)
- دروفی (میس مری کریسمس)
- لاسو
- جم (مستر 5)
- میکیتا (میس ولنتاین)
- مستر 7 (کشته شده توسط زورو)
- مستر 7 (جایگزین)
- میس فادرز دی
- ایگارام (مستر 8)
- میس ماندی
- مستر 9
- نفرتاری دی  وی وی (میس وندزدی )
- کارو

### دزدان دریایی ریش سفید
ادوارد نیوگیت (ریش سفید)(یونکو سابق) C

#### فرماندهان
- مارکو (ملقب به مارکو ققنوس)
- کوزکی اودن (بعد از مرگ کوزکی اودن :پورتگاس دی. ایس)
- جوزو (الماسی)
- ویستا
- ثاچ
- بلامنکو
- راکویو
- ایزو
- فوسا
- نامور
- هاروتا
- آتموس
- کینگدو
- اسپید جیرو
- بلنیم
- کوریِل

#### اعضای سابق
- مارشال دی. تیچ (ریش سیاه)
- وایتی بِی
- آندره

### دزدان دریایی مو قرمز
- شنکس (یونکو) C
- بن بکمن
- یاسوپ (پدر اوسوپ از دزدان دریایی کلاه حصیری)
- لاکی رو
- راکستار
- بونک پانچ
- مانستر
- هونگو
- لایم جوس
- هاولینگ گب
- بیلدینگ اسنیک

### دزدان دریایی دون کیشوت
- دون کیشوت دوفلامینگو C (جوکر)

#### افسران ارشد
- کورازون (دون کیشوت روزینانته)(برادر دوفلامینگو)
- کورازون (ورگو)
- تربول
- دیامانته
- پیکا

#### سایر افسران
- شوگر
- جیولا
- لاو چی
- بیبی ۵
- دلینجر
- گلادیوس
- مکویس
- سنیور پینک
- مونت
- بوفالو
- اعضا سابق
- ترافالگار دی واتر لاو (کاپتان دزدان دریایی هارت)

### دزدان دریاییریش‌سیاه
- مارشال دی. تیچ (ریش سیاه) C
- شیریو
- جیزس برجس
- ون آگر
- لافیته
- داک Q
- آوالو پیزارو
- کاتارینا دِوون
- واسکو شات
- سانخوان ولف
- کوزان (آئوکیجی)

### دزدان دریایی خورشید
- فیشر تایگر C
- جینبه (سابق)
- آرلانگ (سابق)
- علاءالدین (کاپیتان فعلی)
- واداتسومی
- شارلوت پرالین
- هاچان (سابق)

### دزدان دریایی جدید فیشمن
- هودی جونز
- هیوزو
- ایکاروس ماچ
- داروما
- زئو
- دوسن
- هاموند

### دزدان دریایی فاکسی
- فاکسی C
- همبرگ
- پیکِلز
- بیگ پَن
- پُرچ

### دزدان دریایی بیگ مام
- شارلوت لینلین (بیگ مام)(یونکو سابق) C

#### فرماندهان شیرین
- شارلوت کاتاکوری
- شارلوت اسموتی
- شارلوت کراکر
- شارلوت اسنک (سابق)

#### افسران
- شارلوت پروسپرو
- شارلوت اووِن
- شارلوت دایفوکو
- شارلوت برولی
- شارلوت پودینگ
- شارلوت فلامپی
- شارلوت آمانده
- شارلوت مونت-دور
- شارلوت گَلِت
- شارلوت اُپرا
- شارلوت کمپوت
- شارلوت کابالتا
- شارلوت کادنزا
- شارلوت کاستارد
- شارلوت ریزین
- شارلوت آنجل
- شارلوت باسکارته
- شارلوت موسکاتو
- شارلوت تبلت
- شارلوت یوئن

#### رزمندگان
- پکومس
- بارون تاماگو
- بوبین

### دزدان دریایی جانور
- کایدو (پادشاه هیولاها)(قویترین موجود)(یونکو سابق) C

#### آل استارز
- کینگ
- کویین
- جک

#### توبی روپو
- هوز هو
- اولتی
- پیج وان
- بلک ماریا
- ساساکی
- ایکس دریک

#### شینوچی
- باسیل هاوکینز
- هولدم
- اسپید
- بابانوکی
- باو هوآنگ
- اسکرچمن آپو

#### نامبرز
- جاکی
- گوکی
- هاچا
- نانگی
- جوکی
- فوگا

### کراس گیلد
- باگی (یونکو)C
- دراکیول میهاوک
- کروکودایل
- دز بونز (مستر 1)
- جالدینو (مستر 3)
- آلویدا
- کاباجی
- موجی
- ریچی

### دزدان دریایی راجر (منحل شده)
- گول دی. راجر (پادشاه سابق دزدان دریایی) C
- سیلور رِیلی (پادشاه تاریکی)
- اسکاپر گابان (کوه خوار)
- کوزوکی اودن (سابقا در دزدان دریایی وایت برد)
- شنکس
- باگی
- کوزوکی توکی
- کروکِس
- سانبِل
- نوزدِن
- تارو
- میلت پاین
- گانریو
- دورینگو
- پیترمو
- مستر مومورا
- دونکوئینو
- مون آیزاک جونیور
- اسپنسر
- بانکرو
- اینوآراشی
- نکوماموشی

### دزدان دریایی راکس (منحل شده)
- راکس دی زبک C
- ادوارد نیوگیت (ریش سفید)
- کایدو
- شارلوت لین لین (بیگ مام)
- کاپیتان جان
- شیکی
- سیلور اکس
- میس باکینگهام استوسی
- اوچوکو
- گلوریوسا
- استروسن

### دزدان دریایی کید
- یوستاس «کاپیتان» کید C
- کیلر
- هیت
- وایِر
- پمپ
- بابلگام
- بوگی
- دایو
- کوئینسی
- اِما

### دزدان دریایی فایرتانک
- کاپونه «گنگ» بجی C
- شارلوت چیفون
- ویتو
- گوتی

### دزدان دریایی قلب
- ترافالگار دی. واتر لا (جراح مرگ) C
- بپو
- شاچی
- پنگوئن
- جان بارت
- ایکاکو
- اونی
- هاکوگان

### دزدان دریایی کلاه حصیری
- مانکی دی. لوفی (کلاه حصیری)(یونکو) C
- زورو (شکارچی دزد دریایی)
- نامی (گربه سارق)
- اوسوپ (سوگه کینگ)
- سانجی (پا سیاه)
- چوپر (عاشق پشمک)
- روبین (فرزند شیطان)
- فرانکی (دزد دریایی آهنی)
- بروک (سوئل کینگ)
- جینبی (پسر اول دریا)

## دولت جهانی

### حاکم
- ایمو

### گوروسی (پنج ارشد)
- سنت جی گارسیا سترن (خدای‌جنگجوی علم و دفاع) (سابق)
- سنت مارکوس مارس (خدای‌جنگجوی محیط زیست)
- سنت تاپمن وارکوری (خدای‌جنگجوی عدالت)
- سنت ایتن بارون نساجورو (خدای‌جنگجوی امور مالی)
- سنت شپرد جوپیتر (خدای‌جنگجوی کشاورزی)
- سنت فیگارلند گارلینگ (خدای‌جنگجوی علم و دفاع)

### شوالیه‌های مقدس
- سنت فیگارلند گارلینگ (فرمانده سابق)
- فیگارلند شمروک
- سنت شپرد سامرز
- سنت گیلینگهام
- گونکو

### نیروی دریایی

#### فلیت آدمیرال
- کونگ (سابق)
- سنگوکو (سابق)
- ساکازوکی (آکاینو)

#### آدمیرال
- بورسالینو (کیزارو)
- ایشو (فوجیتورا)
- آراماکی (ریوکوگیو)
- کوزان (سابق)
- ساکازوکی (سابق)

#### وایس آدمیرال
- مانکی دی. گارپ (قهرمان نیرو دریایی)
- تسورو
- اسموکر
- جان جاینت
- کنسر
- مومونگا
- دوبرمن
- استرابری
- دالمیشن
- باستایل
- گیون (موموساگی)
- ماینارد
- ورگو
- یاماکاجی
- لونز
- دال
- پومسکی
- بلوگرس
- هاوند
- گیوتین
- توسا
- رد کینگ
- اونیگومو
- توکیکاکه (چاتون)

#### رِیر آدمیرال
- هینا
- تی بون (سابق، کشته شده)
- کاتاکومبو
- پرینس گروس
- کوجاکو
- کادار

#### کاپیتان
- تاشیگی
- گوریلا
- شو
- کوبی
- راتل
- نزومی
- شارینگورو
- وری گود

#### ستوان
- هلمپو
- فولبادی
- جانگو
- برانو (سابق)

### سایفر پول

#### سی پی ۰
- راب لوچی
- استوسی (سابق)
- اسپاندام
- کاکو
- گورنیکا (کشته شده توسط کایدو)
- جوزف
- گیسموندا
- ماها

#### سی پی ۹
- اسپاندام (سابق)
- راب لوچی (سابق)
- کاکو (سابق)
- کالیفا
- بلونو
- جابرا
- فوکورو
- کومادوری
- نِرو
- سوکوبودانتیرو
- هوز هو (سابق)

شیچیپوکای‌های در خدمت نیرو دریایی
- مارشال دی تیچ (سابق)
- بوآ هانکوک (سابق)
- پسر وایت برد (سابق)
- میهاوک (سابق)
- دوفلامینگو (سابق)
- گکو موریا (سابق)
- کوما (سابق)
- کروکودایل (سابق)
- جینبه (سابق)

## میوه‌های شیطانی

### زوان
این نوع میوه به کاربر این امکان را می‌دهد که به یک گونه حیوان خاص یا حتی که موجود افسانه ای تبدیل شود، این میوه بیشتر باعث افزایش قدرت فیزیکی مصرف‌کننده آن می‌شود و برخی از انواع کمیاب آن دارای قدرت‌های اضافی نیز هستند، این گونه از میوه دارای سه زیر رده است میوه‌های زوان قدرت اراده و آگاهی از خود را دارند.

#### زوان عادی
بعضی از میوه‌های این زیرگروه
- میوه انسان انسان
- میوه سگ سگ مدل: گرگ
- میوه گاو گاو مدل: گاو میش
- میوه پرنده پرنده مدل: شاهین
- میوه فیل فیل
- میوه اسب اسب
- میوه گربه گربه مدل : پلنگ

#### زوان باستانی
بعضی از میوه‌های این زیرگروه
- میوه فیل فیل مدل: ماموت
- میوه اژدها اژدها: مدل آلوساروس
- میوه اژدها اژدها: مدل اسپینوساروس
- میوه اژدها اژدها: مدل براکیوساروس

#### زوان افسانه ای
این نوع میوه از نوع لوگیا هم کمیاب تر است
بعضی از میوه‌های این زیرگروه
- میوه انسان انسان مدل: نیکا
- میوه ماهی ماهی مدل: اژدهای لاجوردی
- میوه سگ سگ مدل: روباه نه دم
- میوه پرنده پرنده مدل: سیمرغ
- میوه انسان انسان مدل: بودا
- میوه اسب اسب مدل : پگاسوس

### پارامیشیا
این نوع از میوه رایج‌ترین در بین این سه گونه میوه به‌شمار می‌رود و به کاربر این امکان را می‌دهد تا به یکی از توانایی‌های مختلف دست یابد که مصرف‌کنندگان خود را قادر می‌سازد تا مافوق انسان شوند.در انیمه تنها یکی از نوع های پارامشیا ویژه بوده(شاید در اپیزود های دیگر انیمه دوباره یکی از قدرت های ویژه پارامشیا نشان داده شود)و این میوه مانند یکی از نوع های لوگیا عمل می کند
بعضی از این میوه‌های پارامیشیا به شرح زیر است:
- میوه لرزه لرزه
- میوه بمب بمب
- میوه کیلو کیلو
- میوه آهسته آهسته
- میوه گل گل
- میوه تیغ تیغ
- میوه در در
- میوه موچی موچی ( اسپشیال پارامیشیا)

### لوگیا
این میوه نادرترین در بین سه گونه میوه شیطانی به حساب می‌آید. به کسانی که میوه لوگیا خورده‌اند این قدرت داده می‌شود که ترکیب بدن خود را به یک عنصر طبیعی به میل خود تبدیل کنند و همچنین آن را ایجاد و کنترل کنند و به این خاطر ضربات فیزیکی روی آن‌ها تأثیر ندارد (ضربات بدون هاکی) و نمی‌شود آن هارا گرفت و لمس کرد. تنها با استفاده از هاکی یا سلاح آغشته به هاکی می‌توان به کسانی که میوه لوگیا خورده‌اند آسیب رساند.
بعضی از میوه‌های لوگیا به شرح زیر است:
- میوه شن شن
- میوه نور نور
- میوه برف برف
- میوه دود دود
- میوه آتش آتش
- میوه گاز گاز
- میوه ماگما ماگما

## فصل‌ها و اپیزودها
فصل ۱: ۸ قسمت
فصل ۲: ۲۲ قسمت
فصل ۳: ۱۷ قسمت
فصل ۴: ۱۳ قسمت
فصل ۵: ۹ قسمت
فصل ۶: ۲۲ قسمت
فصل ۷: ۳۹ قسمت
فصل ۸: ۱۳ قسمت
فصل ۹: ۵۲ قسمت
فصل ۱۰: ۳۱ قسمت
فصل ۱۱: ۹۹ قسمت
فصل ۱۲: ۵۶ قسمت
فصل ۱۳: ۱۰۰ قسمت
فصل ۱۴: ۳۵ قسمت
فصل ۱۵: ۶۲ قسمت
فصل ۱۶: ۴۹ قسمت
فصل ۱۷: ۱۱۸ قسمت
فصل ۱۸: ۳۳ قسمت
فصل ۱۹: ۹۸ قسمت
فصل ۲۰: ۱۴ قسمت
فصل ۲۱: ۹۷ قسمت (تاکنون)

## لایو اکشن
در ژوئیه ۲۰۱۷ هیرویوکی ناکانو، سردبیر هفته‌نامه شونن جامپ خبر ساخت سریالی لایواکشن را براساس این انیمه اعلام کرد.
در ژانویه ۲۰۲۰، نتفلیکس به‌طور رسمی ساخت یک فصل ده قسمتی را اعلام کرد. فیلمبرداری این سریال قرار بود آگوست همان سال در آفریقای جنوبی آغاز شود اما به دلیل کووید-۱۹ تا سپتامبر به تعویق افتاد. درنهایت فیلمبرداری در مارس ۲۰۲۱ آغاز شد.
فصل اول این سریال در قالب هشت قسمت، در تاریخ ۳۱ اوت ۲۰۲۳ توسط نتفلیکس منتشر شد.

## بازی‌های ویدئویی
فرنچایز وان پیس، توسط شرکت باندای و سپس زیرنظر باندای نامکو انترتینمنت به بازی‌های ویدئویی تبدیل شد.
بازی‌های متعددی دربارهٔ وان پیس ساخته شده است که به معروف‌ترین آن‌ها می‌توان به سری بازی‌های one piece pirate warriors اشاره کرد که توسط کمپانی کویی تکمو ساخته و توسط باندای نامکو انترتینمنت در شبکه استیم منتشر شد.
بازی نیروی پرش که در سال ۲۰۱۹ برای پلت‌فرم‌های مایکروسافت ویندوز، پلی‌استیشن ۴، و ایکس‌باکس وان منتشر شد نیز یکی از بازی‌های وان پیس، و شامل دیگر شخصیت‌های مختلف از مجموعه مانگاهای برجستهٔ هفته‌نامه شونن جامپ همچون ناروتو و دراگون بال می‌شود.

## برای مطالعهٔ بیشتر
- Romito, Joseph (2013). "One Piece".  In Beaty, Bart H.; Weiner, Stephen (eds.). Critical Survey of Graphic Novels: Manga. Ipswich, Mass.: Salem Press. pp. 242–246. ISBN 978-1-58765-955-3.
- Sasada, Hiroko (December 2011). "The Otherness of Heroes: The Shonen as Outsider and Altruist in Oda Eiichiro's One Piece". International Research in Children's Literature. 4 (2): 192–207. doi:10.3366/ircl.2011.0026.